# 아칸소 주립 대학교
아칸소 주립 대학교(Arkansas State University)는 미국 아칸소주 크레이그헤드군에 위치한 공립 종합대학이다.
1909년 설립된 1지구 농업기술공학 단기대학(First District Agricultural and Mechanical College)이 시초이다. 1933년 아칸소 주립 단기대학(Arkansas State College)으로 개편된 이후, 1967년 현재의 체제로 변화하였다. 영문 약칭으로 A-State 혹은 ASU가 사용되며, 국문 약칭으로 아칸소주립대 등이 쓰인다.
아칸소 주립 대학교는 미국의 종합대학 중 R2그룹이라 불리는, 고도화형 연구 대학에 분류될만큼 활발한 연구 활동을 하고 있는 것으로 알려져 있다.

## 같이 보기
- 아칸소 대학교